# Slabtown (Pennsylvanie)
Slabtown est une census-designated place située dans le comté de Columbia, dans le Commonwealth de Pennsylvanie, aux États-Unis. Sa population s’élevait à 156 habitants lors du recensement de 2010.

## Source
- (en) Cet article est partiellement ou en totalité issu de l’article de Wikipédia en anglais intitulé « Slabtown, Pennsylvania » (voir la liste des auteurs).